# Campeonato Mundial de Piragüismo en Maratón de 2015
El XXIII Campeonato Mundial de Piragüismo en Maratón se celebró en Győr (Hungría) entre el 10 y el 13 de septiembre de 2015 bajo la organización de la Federación Internacional de Piragüismo (ICF).

## Resultados

### Masculino
| Evento | Oro                                              | Plata                                         | Bronce                                                                  |
| ------ | ------------------------------------------------ | --------------------------------------------- | ----------------------------------------------------------------------- |
| C1     | Márton Kövér · Hungría · 02:03:36                | Manuel Antonio Campos · España · 02:03:49     | Nuno Barros Portugal 02:06:20                                           |
| C2     | Márton Kövér · Adam Docze · Hungría · 01:53:48   | Óscar Graña · Ramón Ferro · España · 01:58:08 | Manuel Antonio Campos · José Manuel Sánchez Sánchez · España · 01:58:10 |
| K1     | Hank McGregor Sudáfrica 02:02:06                 | Adrián Boros · Hungría · 02:02:07             | Iván Alonso Lage · España · 02:02:08                                    |
| K2     | Adrián Boros · László Solti · Hungría · 01:54:07 | Hank McGregor Jasper Mocke Sudáfrica 01:54:08 | Walter Bouzán · Álvaro Fernández Fiuza · España · 01:54:36              |

### Femenino
| Evento | Oro                                               | Plata                                                        | Bronce                                            |
| ------ | ------------------------------------------------- | ------------------------------------------------------------ | ------------------------------------------------- |
| K1     | Anna Koziskova · República Checa · 01:56:28       | Renáta Csay · Hungría · 01:58:27                             | Kristina Bedec Serbia 01:59:21                    |
| K2     | Renáta Csay · Alexandra Bara · Hungría · 01:50:43 | Anna Koziskova · Lenka Hrochová · República Checa · 01:51:41 | Stefania Cicali · Ana Alberti · Italia · 01:52:09 |

## Medallero
| Núm. | País            | Oro | Plata | Bronce | Total |
| ---- | --------------- | --- | ----- | ------ | ----- |
| 1    | Hungría         | 4   | 2     | 0      | 6     |
| 2    | Sudáfrica       | 1   | 1     | 0      | 2     |
| 2    | República Checa | 1   | 1     | 0      | 2     |
| 4    | España          | 0   | 2     | 3      | 5     |
| 5    | Italia          | 0   | 0     | 1      | 1     |
| 5    | Portugal        | 0   | 0     | 1      | 1     |
| 5    | Serbia          | 0   | 0     | 1      | 1     |
|      | TOTAL           | 6   | 6     | 6      | 18    |